# Wilbur Soot
Ві́льям Па́трік Спе́нсер Ґолд (англ. William Patrick Spencer Gold; нар. 14 вересня 1996 року), більш відомий як Wilbur Soot (укр. Вілбур Сут) — англійський летсплейщик, стример Twitch і автор пісень.
Вперше став відомий в 2017 році завдяки роботі над SootHouse, де він неодноразово з'являвся і був головним редактором. Пізніше, 29 березня 2019 року, Віл відкрив свій власний канал «Wilbur Soot».
Ґолд випустив свій перший сингл «The 'Nice Guy' Ballad» в січні 2018 року. Його сингл "Your New Boyfriend" досяг 65-го рядка в UK Singles Chart, опублікованому Official Charts Company. Він також є частиною англійської рок-групи Lovejoy.

## Кар'єра

### Кар'єра на YouTube і Twitch
Будучи випускником Sussex Downs College, Віл став відомий як редактор групового каналу SootHouse, заснованого Ґолдом і деякими з його друзів. Канал в основному складався з реакцій на відео, на кшталт мемів, лайфгаків і інших тем. 30 травня 2019 року канал досяг відмітки в 1 мільйон підписників.
29 березня 2019 року його створив свій основний канал «Wilbur Soot». На своєму основному каналі Ґолд в основному випускає відео, що відносяться до відеоігор, найчастіше по лінійність Minecraft. Віл також активно веде прямі трансляції на Twitch,де станом на жовтень 2021 року в нього було понад 4 мільйона підписників, що поставило його на 37-е місце серед каналів за відвідуваністю на платформі.
На початку 2020 року Ґолд приєднався до рольового сервера Minecraft Dream SMP, власником якого є ютубер Dream. Там Віл став провідним сценаристом. Ґолд також брало участь в декількох турнірах Minecraft, включаючи MC Championships і Minecraft Monday. У січні 2021 року він був одним з восьми учасників шахового турніру BlockChamps, організованого майстром ФІДЕ Олександрою Ботез і її сестрою Андреа. Ґолд вибув в першому раунді турніру, коли програв своєму колезі по YouTube і стримеру Twitch GeorgeNotFound.
3 квітня 2021 року Ґолд розпочав подкаст під назвою Hey and Stuff.

### Музична кар'єра
Хоча в основному він відомий як стример, Ґолд також є музикантом і мультиінструменталістом; він випустив свій перший сингл «The 'Nice Guy' Ballad» у січні 2018 року. Вперше Ґолд потрапив в чарт зі своїм шостим синглом «Your New Boyfriend», випущеним в грудні 2020 року, який досяг піку в британському чарті синглів під номером 65. Пісня також з'явилася в британському інді-чарті і ірландському чарті синглів, де зайняла 10-е і 100-е місця відповідно. Ґолд також з'явився в Billboard Emerging Artists Chart і Rolling Stone Top Breakthrough Chart.
Він створив групу Lovejoy у 2021 році. Ґолд — співак, автор пісень та гітарист; Гітарист і автор пісень Джо Ґолдсміт; Барабанщик Марк Бордман; і бас-гітарист Еш Кабосу. Їх першим випуском, 9 травня 2021 року, був EP Are You Alright?. 20 травня 2021 року вони дебютували в чарті Billboard's Emerging Artists під номером 10. 14 жовтня 2021 року був опублікований їх другий EP Pebble Brain.

## Особисте життя
Ґолд вболіває за «Брайтон енд Гоув Альбіон».

## Звинувачення вдомашньому насильстві
21 лютого 2024 року колишня партнерка Ґолда, ютуберка Шелбі Ґрейс, більш відома як Shubble, розповіла про неназваного колишнього партнера, який знущався з неї, кусаючи її за руки так сильно, що на них з'являлися синці, і тицяв у синці. Також стало відомо, що Шелбі використовувала сейф-слово, яке існувало спеціально, щоб уникнути травм або некомфортних моментів, було повідомлено, що він ігнорував їх і продовжувати кусати і тиснути сильніше. Багато хто вважав, що деталі та манери, якими поділилася Грейс, збігаються з описом Ґолда. 27 лютого він відповів у X, колишньому Twitter, підтвердивши, що вона говорила про нього.

## Дискографія

### Альбоми
| Назва                    | Подробиці                                                                |
| ------------------------ | ------------------------------------------------------------------------ |
| Maybe I Was Boring       | - Випущено: 25 грудень 2019 року - Формат: цифрова дистрибуція, стрімінг |
| Your City Gave Me Asthma | - Випущено: 25 червня 2020 року - Формати: цифрова дистрибуція, стрімінг |

| Назва                                     | Рік    | Пікові позиції в чарті | Пікові позиції в чарті | Пікові позиції в чарті | Альбом              |
| Назва                                     | Рік    | UK                     | UK Indie Chart         | IRE                    | Альбом              |
| ----------------------------------------- | ------ | ---------------------- | ---------------------- | ---------------------- | ------------------- |
| «The 'Nice Guy' Ballad»                   | 2018 р |                        | -                      | -                      | Позаальбомні сингли |
| «I Am Very Smart»                         | 2019 р | -                      | -                      | -                      | Позаальбомні сингли |
| «Maybe I Was Boring»                      | 2019 р | -                      | -                      | -                      | Позаальбомні сингли |
| «Karen, Please Come Back I Miss the Kids» | 2019 р | -                      | -                      | -                      | Позаальбомні сингли |
| «I'm in Love with an E-Girl»              | 2020 р | -                      | -                      | -                      | Позаальбомні сингли |
| «Internet Ruined Me»                      | 2020 р | -                      | -                      | -                      | Позаальбомні сингли |
| «Your New Boyfriend»                      | 2020 р | 65                     | 10                     | 100                    | Позаальбомні сингли |

### Як частина Lovejoy

#### Розширені п'єси
| Назва            | Details                                                                 |
| ---------------- | ----------------------------------------------------------------------- |
| Are You Alright? | - Випущено: 8 травня 2021 року - Формат: цифрова дистрибуція, стрімінг  |
| Pebble Brain     | - Випущено: 14 жовтня 2021 року - Формат: цифрова дистрибуція, стрімінг |

#### Інші розписані пісні
| Назва               | Рік  | Пікові позиції в чарті | Пікові позиції в чарті | Пікові позиції в чарті | Пікові позиції в чарті | Пікові позиції в чарті | Альбом           |
| Назва               | Рік  | UK                     | UK Indie               | IRE                    | NZ Hot                 | US Rock                | Альбом           |
| ------------------- | ---- | ---------------------- | ---------------------- | ---------------------- | ---------------------- | ---------------------- | ---------------- |
| «Cause for Concern» | 2021 | —                      | 47                     | —                      | 18                     | 50                     | Are You Alright? |
| «One Day»           | 2021 | 54                     | 5                      | 58                     | 10                     | 26                     | Are You Alright? |
| «Sex Sells»         | 2021 | 93                     | 18                     | —                      | 14                     | 35                     | Are You Alright? |
| «Taunt»             | 2021 | 75                     | 12                     | 91                     | 13                     | 31                     | Are You Alright? |

## Книги
- «TommyInnit Says...The Quote Book» у співавторстві з Томасом Саймансом.